# Торжество Пресвятой Богородицы

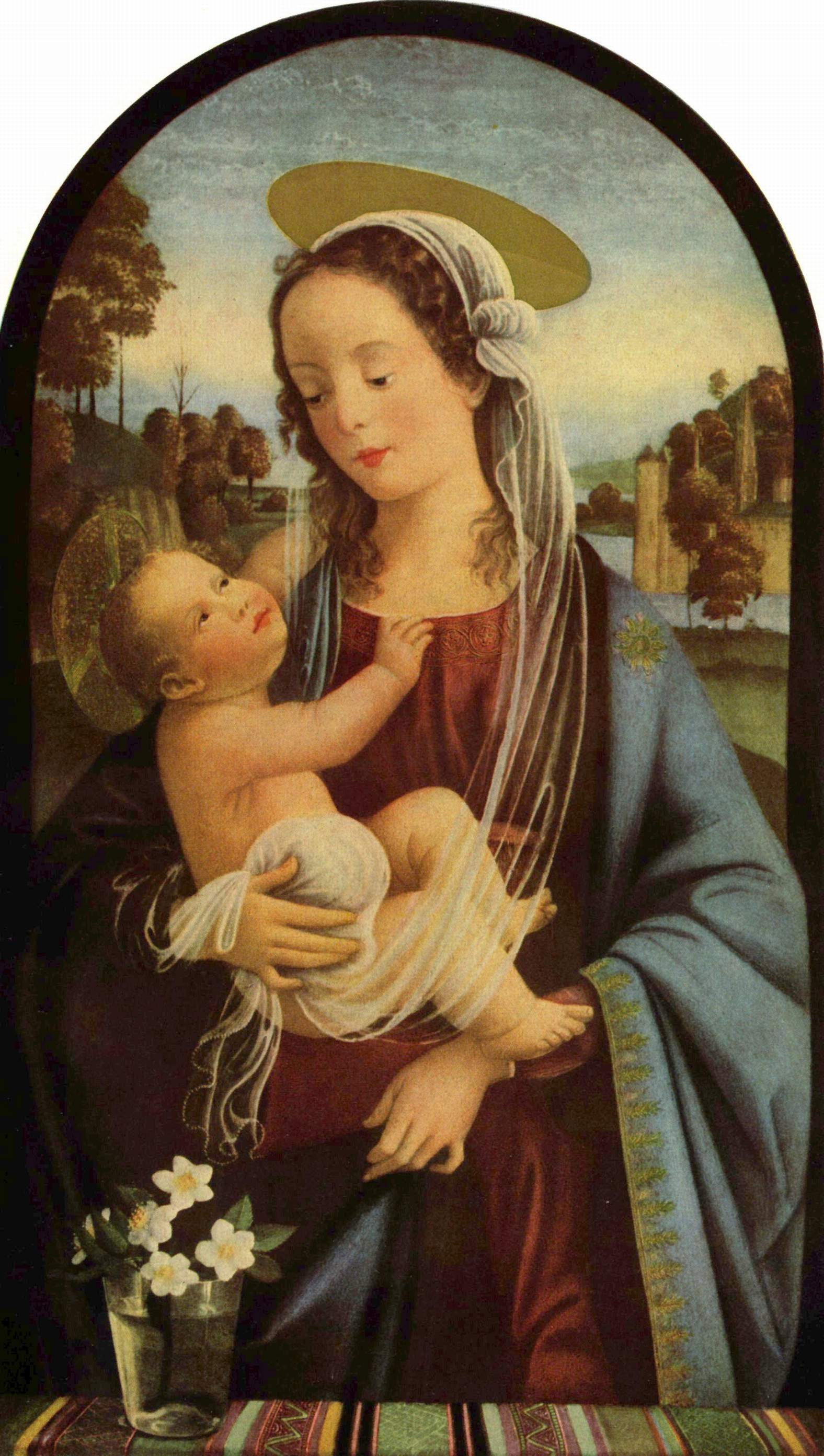

Торжество Пресвятой Богородицы (лат. In Sollemnitate Sanctae Dei Genetricis Mariae) — католический праздник, посвящённый Деве Марии. Отмечается ежегодно 1 января. Имеет наивысший статус в градации праздников — торжество. Входит в число «обязательных» праздников, когда посещение мессы обязательно. Торжество Пресвятой Богородицы завершает собой Октаву Рождества. В этот день в Католической церкви также совершается воспоминание Обрезания Господня.
Праздник, посвящённый Деве Марии, отмечался 1 января в Риме и ряде регионов Запада ещё в VI столетии. В XIII и XIV веках в латинском календаре праздник Обрезания Господня вытеснил богородичный праздник 1 января. В 1570 году папа Пий V распространил праздник Обрезания, как обязательный, на всю Католическую церковь.
В 1914 году в Португалии был установлен праздник Материнства Пресвятой Девы, отмечаемый 11 октября. В 1931 году он был распространён на всю Церковь. В 1974 году в ходе реформы литургического календаря Павел VI отменил праздник 11 октября и установил Торжество Пресвятой Богородицы 1 января.
Католики-традиционалисты продолжают праздновать 1 января только Обрезание Господне, а праздник Материнства Пресвятой Девы отмечают 11 октября.
Коллекта праздника:
Боже, в девственном материнстве Преблагословенной Марии Ты даровал роду человеческому сокровища вечного спасения. Просим Тебя, чтобы мы ощущали заступничество Той, через Которую Ты послал нам Своего Сына, Подателя вечной жизни, живущего и царствующего с Тобою в единстве Святого Духа, Бога, во веки веков